# اداره تحقیقات ملی
اداره تحقیقات ملی (انگلیسی: Bureau of National Investigations) سازمان اطلاعاتی غنا است. این اداره، بخش جدایی ناپذیری از شورای امنیت ملی این کشور است که بر موضوعات ضداطلاعات و امنیت داخلی غنا نظارت می‌کند.

## وظایف
اداره تحقیقات ملی (BNI) برای تحقیقات در دستگیری یا بازداشت و بازجویی در طیف وسیعی از جرائم جنایی صلاحیت دارد. اداره تحقیقات ملی (BNI) با وظایفی در زمینه جرائم سازمانیافته، جرائم مالی، جاسوسی، خرابکاری، تروریسم، هواپیماربایی، دزدی دریایی و قاچاق مواد مخدر سروکار دارد و برای مقابله با تهدیداتی که علیه امنیت ملی کشور غنا است اطلاعات فراهم می‌کند. این اداره وظایف دیگری که ممکن است توسط رئیس‌جمهور یا شورا مدیریت شود را نیز انجام می‌دهد. اداره تحقیقات ملی (BNI) به صورت قانونی از قانون آژانس‌های امنیتی و اطلاعاتی (قانون ۵۲۶) سال ۱۹۹۶ به وجود آمده‌است و به موجب ماده دهم همان قانون استمرار پیدا کرده‌است. اداره تحقیقات ملی در تمامی مناطق ده‌گانه غنا دارای دفتر مخفی است.